# Fundación Asia
Fundación Asia (The Asia Foundation) es una organización de desarrollo internacional sin fines de lucro comprometida con "mejorar vidas en una Asia dinámica y en desarrollo". Sus programas se enfocan en temas de gobernabilidad y derecho, desarrollo económico, empoderamiento de la mujer, medio ambiente y cooperación regional. Con sede en San Francisco, la fundación trabaja a través de una red de 18 oficinas en 18 países asiáticos y en Washington D. C..
El predecesor de la fundación, el Comité por una Asia Libre, fue fundado en 1951 como una operación de la CIA. Su nombre fue cambiado a The Asia Foundation en 1954. El 1 de enero de 2011, David D. Arnold asumió la presidencia de la Fundación.

## Impacto
La Fundación Asia trabaja con líderes y comunidades locales para construir instituciones efectivas y promover reformas. En Asia, la organización sin fines de lucro está mejorando vidas y ampliando oportunidades al:
- Proporcionar 50 millones de libros a decenas de miles de escuelas, bibliotecas y universidades.[5]
- Organizar el monitoreo de las elecciones a nivel nacional y la educación de los votantes para garantizar elecciones libres y justas y fortalecer la democracia en prácticamente todos los países asiáticos que han experimentado una transición democrática durante las últimas seis décadas.
- Educar a más de un millón de trabajadores migrantes en más de mil fábricas en el delta del río Pearl en China sobre sus derechos legales, seguridad y salud personal.[6]
- Proteger los derechos básicos de las mujeres a través de nuestro trabajo para combatir la trata de personas, combatir la violencia de género, aumentar la participación política y fortalecer los sistemas legales.[7]
- Brindar oportunidades profesionales que cambian la vida de los líderes asiáticos emergentes.[8]
- Reducir el costo humano y financiero de los desastres naturales al equipar a los funcionarios gubernamentales, las empresas y los líderes comunitarios en la planificación y respuesta a los desastres.[9]
- Crear puestos de trabajo mejorando el clima empresarial y reduciendo la burocracia para los empresarios locales y las pequeñas empresas.
- Reducir la violencia mediante esfuerzos de consolidación de la paz en algunas de las zonas de conflicto más arraigadas de la región, como el sur de Tailandia, Pakistán, Mindanao y Sri Lanka.[10]
- Realización de encuestas empíricas innovadoras para evaluar la calidad y la capacidad de respuesta de los servicios gubernamentales, los patrones de corrupción y los niveles de violencia, incluida la encuesta de opinión pública más completa de Afganistán.[11]

## Presencia global
La Fundación Asia aborda problemas tanto a nivel nacional como regional a través de una red de 18 oficinas en todo el mundo. En cooperación con socios locales en los gobiernos y la sociedad civil, el personal local e internacional de la Fundación brinda información y programas sobre una variedad de desafíos del desarrollo. Además de su sede en San Francisco y una oficina en Washington D. C., tiene presencia en las siguientes naciones asiáticas:
| - Afganistán - Bangladés - Camboya - China - Timor Oriental - Hong Kong | - India - Indonesia - Japón - Corea - Laos - Malasia | - Mongolia - Myanmar - Nepal - Islas del Pacífico - Pakistán - Filipinas | - Singapur - Sri Lanka - Taiwán - Tailandia - Vietnam |

## Áreas de trabajo

### Gobernanza y derecho
El área de programa más grande de la Fundación Asia, gobernanza y derecho, desarrolla y apoya iniciativas que construyen una gobernanza más eficaz y receptiva en Asia. La Fundación coopera con una amplia red de socios en el gobierno, la sociedad civil y el sector privado para mejorar las instituciones de gobierno con el fin de ayudar a acelerar el cambio económico y social, reducir la corrupción, gestionar los conflictos y aumentar la participación ciudadana.

### Empoderamiento de las mujeres
The Asia Foundation ha apoyado a mujeres y niñas en la región de Asia y el Pacífico. Su Programa de Empoderamiento de la Mujer se estableció en 1994 en programas centrados en tres áreas: oportunidades económicas de las mujeres, derechos y seguridad personales de las mujeres y promover la participación política de las mujeres.

### Desarrollo y eficacia de la ayuda
La fundación promueve cuarto Foro de Alto Nivel sobre Ayuda y Efectividad y Enfoques Asiáticos para la Cooperación al Desarrollo. En estos seminarios y foros, intenta crear un diálogo abierto entre los participantes, en un enfoque colaborativo y cooperativo para Asia.

### Desarrollo económico
La Fundación Asia genera apoyo al crecimiento económico de base amplia en Asia a través de canales públicos y privados. Los programas de desarrollo económico apoyan las iniciativas asiáticas para mejorar la gobernanza económica para acelerar y sostener el crecimiento económico inclusivo y ampliar las oportunidades económicas mediante el diseño y la implementación en tres áreas programáticas básicas: 1) mejorar el entorno empresarial para el crecimiento del sector privado, 2) promover la cooperación económica regional y 3) apoyar el desarrollo empresarial.

### Libros para Asia
Desde 1954, Libros para Asia (Books for Asia) ha donado más de 40 millones de libros a bibliotecas en docenas de países asiáticos. En 2006, Books for Asia donó 920.000 libros y materiales educativos valorados en 30 millones de dólares a escuelas e instituciones educativas de 15 países. Las donaciones de Books for Asia mejora la capacidad del idioma inglés, mejorar su conocimiento sobre Estados Unidos. 

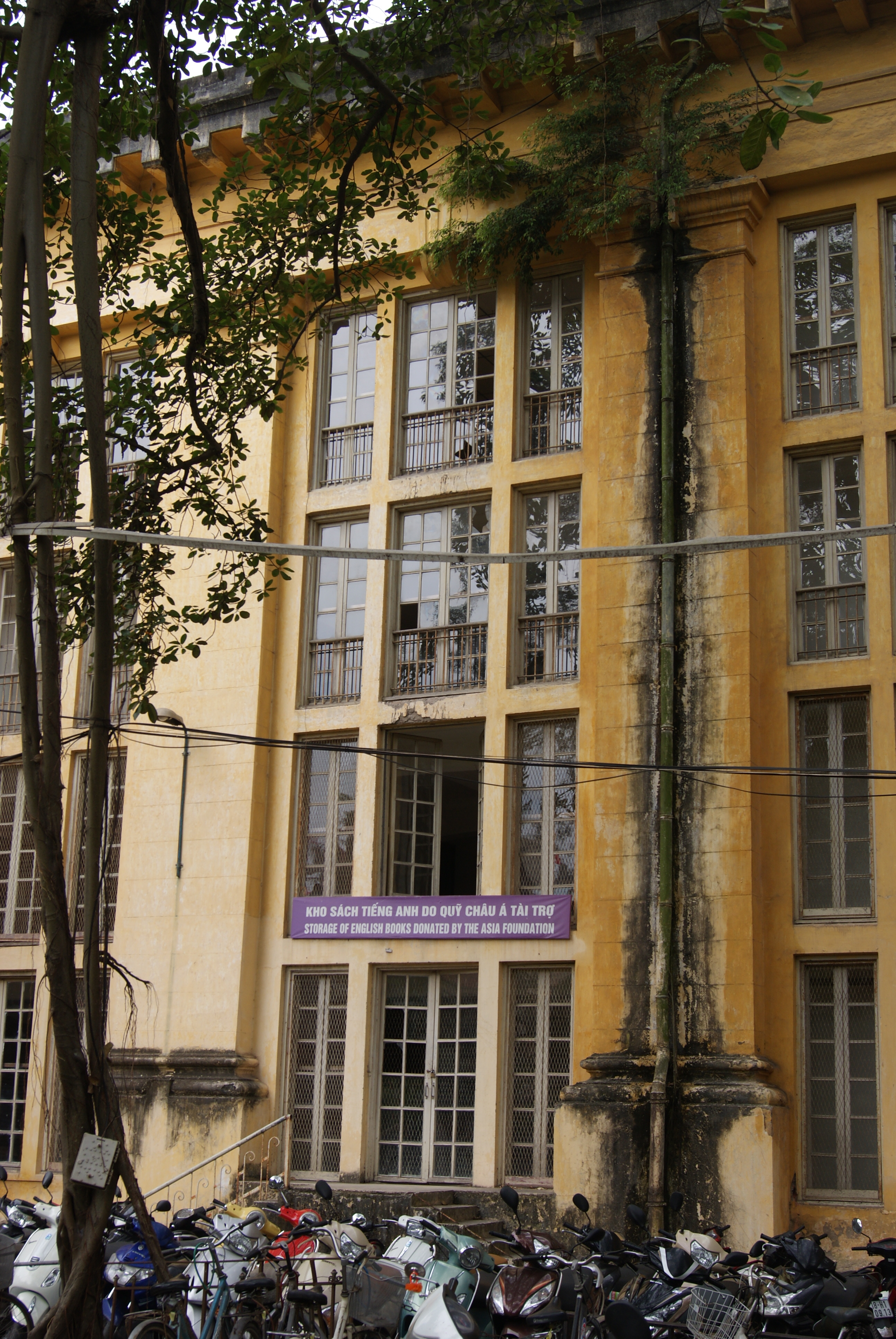
Un edificio utilizado para almacenar libros en inglés donados por la Fundación Asia en la Biblioteca Nacional de Vietnam

### Medio ambiente
El programa de Medio Ambiente de la Fundación Asia apoya las iniciativas asiáticas para garantizar la sostenibilidad del medio ambiente y los recursos naturales críticos para el desarrollo y el bienestar futuro de Asia. La Fundación trabaja con partes interesadas locales, incluida la sociedad civil, el gobierno y el sector privado para fortalecer las instituciones y los procesos a través de los cuales se gestionan los recursos ambientales y mejorar la política ambiental. Las áreas incluyen: promover la minería responsable y la gestión de recursos naturales en Mongolia; aumentar la participación pública y la transparencia en la toma de decisiones ambientales en China; y preparación para desastres naturales y cambio climático en las Islas del Pacífico, entre otros.

### Cooperación regional
El programa de Cooperación Regional para fortalecer las relaciones entre las naciones asiáticas y sus pueblos en el esfuerzo por fomentar la paz, la estabilidad, la prosperidad y la gobernanza eficaz. Incluye el fomento de la cooperación regional en temas críticos en el sudeste, noreste y sur de Asia; fomento de la capacidad en materia de política exterior en determinados países de Asia en desarrollo; y facilitar diálogos sobre políticas sobre asuntos asiáticos y las relaciones entre Estados Unidos y Asia en Washington.